# Levedale
Levedale – wieś w Anglii, w hrabstwie Staffordshire. Leży 8 km na południe od miasta Stafford i 195 km na północny zachód od Londynu.